# Ibelin Aliz ciprusi királyné
Ibelin Aliz (1304/06 – 1386. augusztus 6. után) ciprusi királyné és címzetes jeruzsálemi királyné.

## Élete
Édesapja Ibelin Guido, Ibelin Balian és Lamproni Aliz fia. Édesanyja Ibelin Izabella ciprusi úrnő, Ibelin Baldvin és Gibelet Margit leánya volt.
Aliz 1318 júniusában feleségül ment IV. Hugó ciprusi királyhoz, akinek első felesége Aliz unokatestvére, Ibelin Mária volt. Házasságukból nyolc gyermek született, többek között:
- Échive (1322/1324 – 1363), aki 1337-ben feleségül ment Ferdinánd mallorcai királyi herceghez, Aumelas algrófjához, III. Jakab mallorcai király öccséhez, és egy lányuk született
- Péter (Nicosia, 1328. október 9. – Nicosia 1369. január 17.) a későbbi I. Péter ciprusi király.
- János (1329/1330 – 1375), Ciprus régense és Antiochia címzetes hercege.
- Jakab (1334. – 1398. szeptember 9.), a későbbi I. Jakab ciprusi király.

Aliz férje 1359. október 10-én halt meg. Második férje Braunschweigi Fülöp, akinek a lánya, Braunschweigi Helvis a legkisebb fiának, a későbbi I. Jakabnak a felesége lett.
1386. augusztus 6-a után halt meg, sírja a nicosiai Dominikánusok templomában, a ciprusi királyok hagyományos temetkezőhelyén található.